# Ray Allen
Walter Ray Allen (Merced, 20 luglio 1975) è un ex cestista statunitense, di ruolo guardia.
Considerato uno dei più abili tiratori da tre punti nella storia della pallacanestro, prima dell'affermazione di Stephen Curry era ritenuto da molti il migliore di sempre. Vincitore di due titoli NBA (il primo con la casacca dei Boston Celtics, il secondo con i Miami Heat), conta 10 convocazioni all'All-Star Game, ed è stato il giocatore che ha realizzato più canestri da tre punti nella storia della lega (2 973), record che ha detenuto fino al 14 dicembre 2021, data in cui è stato superato da Stephen Curry.
Nel 2018 è stato inserito fra i membri del Naismith Memorial Basketball Hall of Fame.

## Caratteristiche tecniche
Alto 196 cm per circa 93 kg, di ruolo shooting guard è soprannominato Candy Man (lett. "venditore di dolciumi"), per l'eleganza del suo stile di gioco, in particolare è sempre riuscito a eccellere dell'uso della tripla, ma anche sotto canestro sa imporsi sfruttando bene la schiacciata. Soffre di un lieve disturbo ossessivo-compulsivo, dal quale deriva la sua routine di allenamento, estremamente precisa e rigorosa.

## Carriera

### College e Draft
Dopo aver giocato per tre anni nella University of Connecticut, Allen si dichiara eleggibile per il draft del 1996. I Minnesota Timberwolves lo selezionano come quinta scelta assoluta alle spalle di Allen Iverson, Marcus Camby, Shareef Abdur-Rahim e Stephon Marbury; i T'wolves sono però interessati in modo particolare al playmaker scelto dai Milwaukee Bucks Stephon Marbury: Allen viene così immediatamente girato ai Bucks insieme al pivot Andrew Lang.

### NBA

#### Milwaukee Bucks
Nel suo primo anno ai Bucks la squadra è giovane ma dotata di buon talento. Allen, al fianco dei due leader della squadra Vin Baker e Glenn Robinson, svolge un buon campionato che gli vale l'inclusione nel secondo quintetto di matricole. Nonostante i frequenti scambi di giocatori che vedono coinvolti i Bucks e nonostante Allen cominci ad attestarsi intorno ai venti punti a partita, la squadra di Milwaukee non riesce ad arrivare ai play-off per tre anni. Solo nella stagione 1998-99 i Bucks approdano alla post season, prima esperienza in assoluto per Allen. Questo successo è dovuto principalmente all'arrivo sulla panchina dei Bucks di George Karl, allenatore che nella stagione 1995-96 aveva portato i SuperSonics in finale, e all'arrivo nel ruolo di playmaker di Sam Cassell, che insieme a Glenn Robinson e Ray Allen forma il nucleo della squadra (denominato Big Three). I Bucks vengono però eliminati al primo turno dagli Indiana Pacers in sole tre gare. L'anno dopo si ripete la stessa esperienza, nonostante per Allen arrivi la prima convocazione per l'All Star Game: i Bucks vengono eliminati al primo turno ancora dai Pacers, questa volta però in cinque gare.
La stagione 2000-01 è l'anno della consacrazione per i Bucks. L'intesa tra i Big Three è solida ed affermata e dopo aver compilato un ottimo record in regular season, i Bucks approdano ai playoff come una delle favorite. Al primo turno eliminano gli Orlando Magic per 3-1 e nel secondo turno vincono una serie combattutissima contro i Charlotte Hornets, eliminandoli in sette partite, vincendo l'ultima gara per 104-95. In finale di Conference incontrano i Philadelphia 76ers dell'MVP della regular season Allen Iverson. I Bucks perdono la serie in maniera onorevole per 4-3.
L'anno dopo i Bucks partono come una delle squadre favorite per la vittoria della Eastern Conference. La stagione sarà però costellata da infortuni ai membri principali della squadra e da una serie di litigi che portano la dirigenza allo smantellamento dei Big Three. Viene innanzitutto ceduto Glenn Robinson agli Atlanta Hawks, considerato il principale responsabile dei dissidi interni. Il 20 febbraio 2003 anche Allen viene ceduto; una trade lo porta ai Seattle SuperSonics in cambio di Gary Payton e Desmond Mason.

#### Seattle SuperSonics
Per la stagione 2003-04 i Sonics non riescono ad accedere ai play-off, ma nella stagione successiva, forse la migliore disputata in carriera da Allen, la squadra di Seattle centra l'accesso alla fase successiva, vincendo il primo turno contro i Sacramento Kings per 4-1 e dovendo arrendersi soltanto ai futuri campioni NBA, i San Antonio Spurs, per 4-2. La stagione 2005-06 è però un passo indietro, dato che i Sonics non centrano l'accesso ai playoff e anzi si ritrovano ad essere una delle ultime squadre della Western Conference, così come l'anno successivo. Durante il draft viene ceduto ai Boston Celtics, venendo così incontro sia alla volontà del giocatore, che desidera giocare in una squadra da titolo, sia a quella dei Sonics, che pianificano un ringiovanimento della squadra.

#### Boston Celtics
Il 28 giugno 2007 Ray Allen e la trentacinquesima scelta assoluta del draft 2007, Glen Davis, vengono ceduti a Boston in cambio di Delonte West, Wally Szczerbiak e la quinta scelta assoluta Jeff Green. Insieme a Kevin Garnett e Paul Pierce costituisce il gruppo dei "Big three" che guida i Celtics alla vittoria della regular season. Allen conclude la stagione con una media punti di 17,4 e una percentuale nel tiro da tre punti di poco inferiore al 40%.

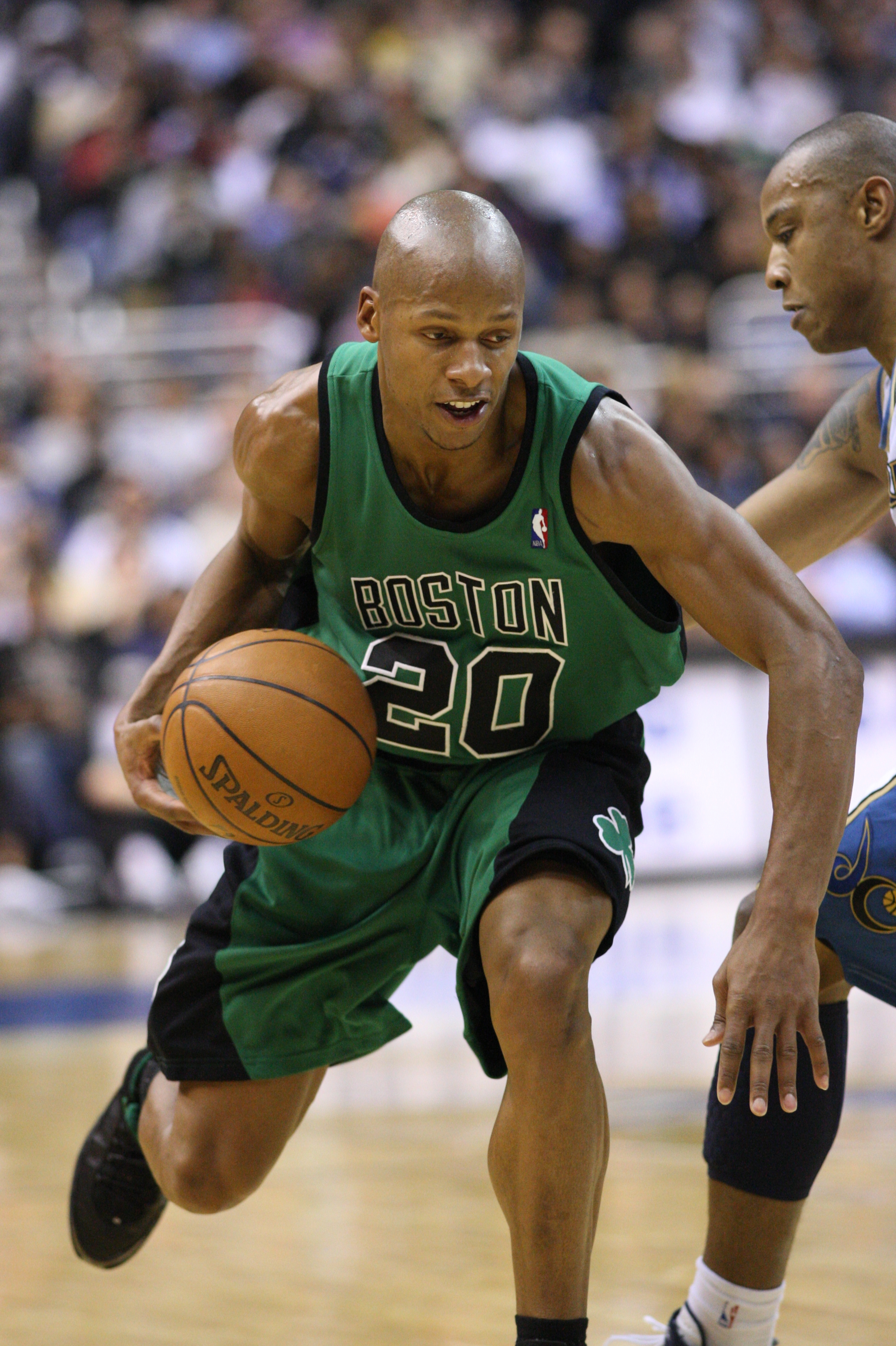
Allen in un'azione di gioco con la casacca dei Celtics.

Nei play-off Ray Allen, soprattutto nelle semifinali di Conference contro i Cleveland Cavaliers, non riesce ad incidere come dovrebbe ed infatti Boston fatica andando a gara-7 sia con gli Atlanta Hawks sia contro i Cavs di LeBron James. Nella serie contro i Detroit Pistons Allen gioca finalmente ai suoi standard, realizzando ben 29 punti in gara-5 e contribuendo al ritorno dei Celtics alle Finals. Contro i Los Angeles Lakers, nella più classica delle sfide della storia dell'NBA, Ray Allen gioca una buona serie e con il successo dei Celtics in gara-6 (26 punti e 7 triple su 9 tentativi) per 131-92 si aggiudica il primo titolo NBA della sua carriera.
Nella stagione successiva Allen si dimostra una delle migliori guardie della lega, svolgendo un ruolo fondamentale per Boston, soprattutto ai play-off dove, a causa dell'assenza di Kevin Garnett, segna oltre 20 punti per partita, con l'apice di 51 punti in gara 6 contro i Chicago Bulls dopo tre overtime (record di franchigia per punti e per triple a referto, ben 9) e segnando la tripla vincente in gara-2 in faccia a Joakim Noah a due secondi dal termine del quarto periodo. La sua stagione finirà al secondo turno per l'eliminazione dei campioni ad opera degli Orlando Magic.

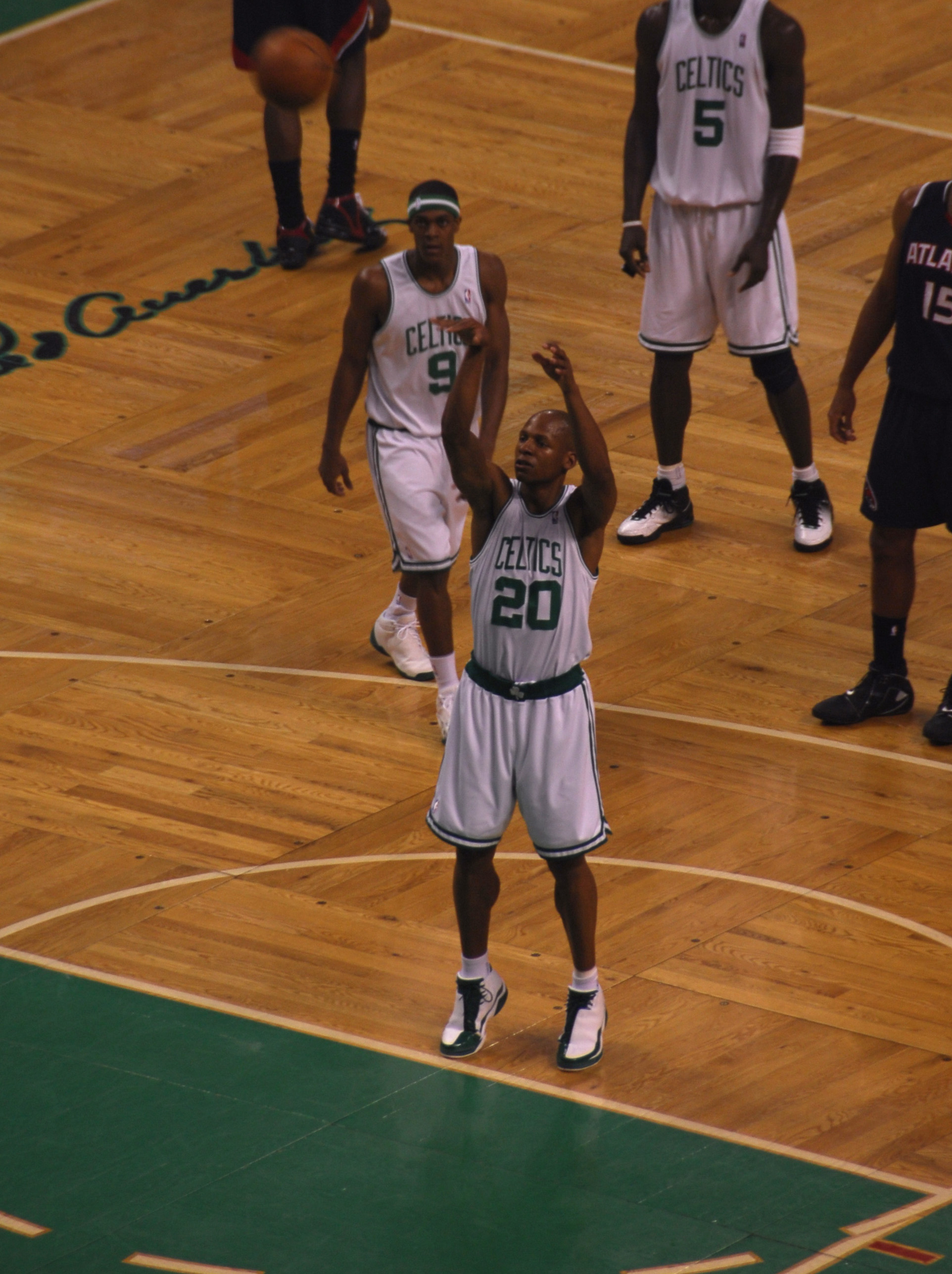
Alla lunetta del tiro libero.

Nella stagione 2009-10 le sue cifre calano, scendendo a circa 17 punti per partita (solo 36% da tre punti) e, come tutti i Celtics, gioca una regular season sottotono. La notte dell'11 dicembre 2009, nella partita contro i Washington Wizards vinta dai Boston Celtics 104-102, raggiunge quota 20 000 punti in carriera. Durante i play-off il suo rendimento migliora: ottime le due serie contro i Miami Heat (4-1) ed i Cleveland Cavaliers (4-2), mentre gioca in maniera eccellente contro i Magic, aiutando Boston ad eliminare Orlando per 4-2 e a raggiungere le finali NBA. Le finali contro i Los Angeles Lakers si aprono con un buon inizio: in gara-2 mette a segno 8 triple (di cui 7 consecutive tra il primo e il secondo quarto) su 11 tentativi, record assoluto per una gara di finale; nelle tre gare al TD Garden, tuttavia, Ray non è incisivo al tiro (in gara-3: 0/13 dal campo di cui 8 tiri da tre, in gara-4 0/4 da tre, così come in gara-5), a causa del duro lavoro difensivo su Kobe Bryant. Nelle restanti gare a Los Angeles Allen fa ancora tanta fatica (ben 19 punti con 7-14 dal campo in gara-6, poi 13 punti con 3-14 dal campo in gara-7 ma costringe Kobe a un disastroso 8-24 al tiro), non riuscendo ad essere incisivo come nelle finali del 2008: i Celtics infatti perderanno la serie nell'ultima e decisiva gara-7 per 83-79 dopo essere stati in vantaggio di 13 lunghezze verso metà del terzo quarto.
Da notare comunque che la difesa di Ray in gara-7 contro Kobe Bryant (8-24 dal campo e 0-5 da 3) è stata inserita nell'elenco delle cinque migliori prestazioni difensive di ogni epoca di un Celtic nei play-off.
La stagione 2010-11 dev'essere per i Celtics quella del riscatto e Allen disputa un'annata eccellente: 16,5 punti di media, 46% dal campo e 44% da tre (entrambi career high).
L'11 febbraio, durante la partita Lakers-Celtics, Allen riesce, grazie a tre canestri da tre punti, a battere il record di triple che fino a quel giorno era stato di Reggie Miller (presente al TD Garden in veste di commentatore per TNT), portandosi a 2 562 (Reggie si era fermato a 2 560). Successivamente partecipa al Three-Point Contest dell'NBA All-Star Weekend chiudendo terzo e viene votato per partecipare all'All-Star Game partendo dalla panchina (insieme ad altri tre Celtics: Paul Pierce, Rajon Rondo e Kevin Garnett).
Una serie di scambi però rovina la grande stagione dei Celtics, i quali perdono due posizioni a Est nei due mesi successivi e nei playoff, dopo aver battuto i New York Knicks per 4-0 grazie soprattutto a Ray (canestro vincente in gara-1 e 8/11 da tre in gara-3) e Pierce, vengono eliminati alle semifinali dai Miami Heat (4-1) disputando una serie molto negativa.
Alla fine della stagione 2011-12 diventa free agent.

#### Miami Heat

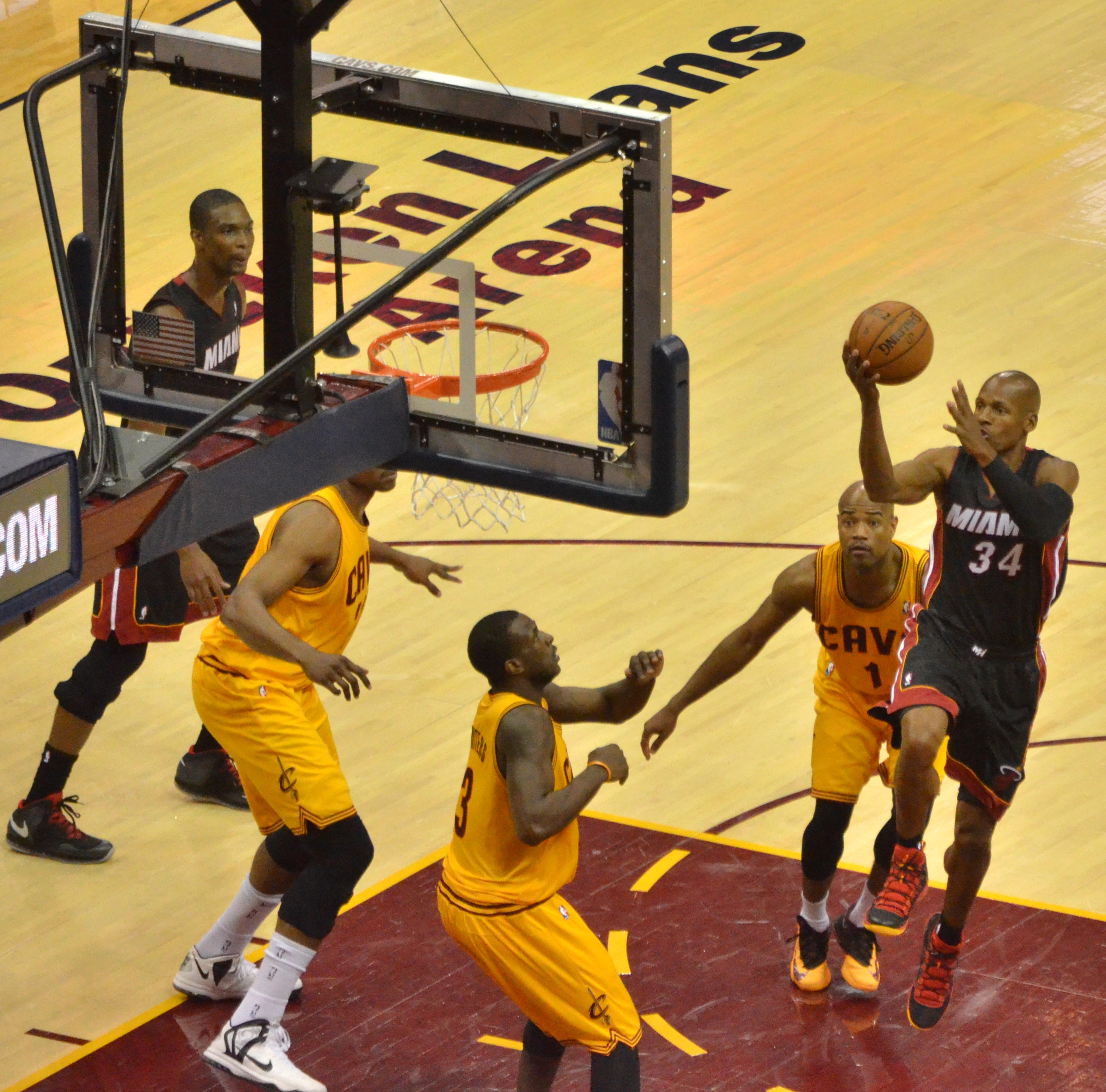
Al tiro contro i Cleveland Cavaliers.

Nei primi giorni di luglio 2012 firma un contratto triennale con i Miami Heat, i campioni in carica. Esordisce all'AmericanAirlines Arena il 31 ottobre 2012 nella vittoria 120-107 contro i Boston Celtics, sua ex squadra, mettendo a referto 19 punti. Conclude la stagione con 79 partite giocate, da sesto uomo, con 10,9 punti di media con il 44% al tiro. Ai play-off, in gara-3 del primo turno contro i Milwaukee Bucks, entra nella storia diventando il giocatore con più triple segnate ai play-off (322), superando ancora una volta Reggie Miller. Durante gara-6 delle finali contro i San Antonio Spurs mette la tripla del pareggio a 5,2 secondi dalla fine del quarto quarto, realizzando un canestro incredibile e portando la partita ai supplementari, poi vinti dai suoi Heat. Al termine della serie contro la squadra texana si laurea campione NBA per la seconda volta in carriera. Disputa un'ultima annata con la casacca dei Miami Heat, la 2013-2014; annuncia ufficialmente il ritiro due anni dopo, il 1º novembre 2016.

## Statistiche
| † | Denota le stagioni in cui ha vinto il titolo |
| * | Primo nella lega                             |
| * | Record                                       |

### NCAA
| Anno      | Squadra       | PG  | PT | MP   | TC%  | 3P%  | TL%  | RP  | AP  | PRP | SP  | PP   |
| --------- | ------------- | --- | -- | ---- | ---- | ---- | ---- | --- | --- | --- | --- | ---- |
| 1993-1994 | UConn Huskies | 34  | -  | 21,6 | 51,0 | 40,2 | 79,2 | 4,6 | 1,6 | 1,1 | 0,2 | 12,6 |
| 1994-1995 | UConn Huskies | 32  | -  | 32,8 | 48,9 | 44,5 | 72,7 | 6,8 | 2,3 | 1,9 | 0,5 | 21,1 |
| 1995-1996 | UConn Huskies | 35  | -  | 31,4 | 47,2 | 46,6 | 81,0 | 6,5 | 3,3 | 1,7 | 0,5 | 23,4 |
| Carriera  | Carriera      | 101 | -  | 28,6 | 48,7 | 44,8 | 77,9 | 6,0 | 2,4 | 1,6 | 0,4 | 19,0 |

### NBA

#### Regular season
| Anno       | Squadra          | PG    | PT    | MP   | TC%  | 3P%  | TL%  | RP  | AP  | PRP | SP  | PP   |
| ---------- | ---------------- | ----- | ----- | ---- | ---- | ---- | ---- | --- | --- | --- | --- | ---- |
| 1996-1997  | Milwaukee Bucks  | 82    | 81    | 30,9 | 43,0 | 39,3 | 82,3 | 4,0 | 2,6 | 0,9 | 0,1 | 13,4 |
| 1997-1998  | Milwaukee Bucks  | 82    | 82    | 40,1 | 42,8 | 36,4 | 87,5 | 4,9 | 4,3 | 1,4 | 0,1 | 19,5 |
| 1998-1999  | Milwaukee Bucks  | 50    | 50    | 34,4 | 45,0 | 35,6 | 90,3 | 4,2 | 3,6 | 1,1 | 0,1 | 17,1 |
| 1999-2000  | Milwaukee Bucks  | 82    | 82    | 37,4 | 45,5 | 42,3 | 88,7 | 4,4 | 3,8 | 1,3 | 0,2 | 22,1 |
| 2000-2001  | Milwaukee Bucks  | 82    | 82    | 38,2 | 48,0 | 43,3 | 88,8 | 5,2 | 4,6 | 1,5 | 0,2 | 22,0 |
| 2001-2002  | Milwaukee Bucks  | 69    | 67    | 36,6 | 46,2 | 43,4 | 87,3 | 4,5 | 3,9 | 1,3 | 0,3 | 21,8 |
| 2002-2003  | Milwaukee Bucks  | 47    | 46    | 35,8 | 43,7 | 39,5 | 91,3 | 4,6 | 3,5 | 1,2 | 0,2 | 21,3 |
| 2002-2003  | Seattle S.Sonics | 29    | 29    | 41,3 | 44,1 | 35,1 | 92,0 | 5,6 | 5,9 | 1,6 | 0,1 | 24,5 |
| 2003-2004  | Seattle S.Sonics | 56    | 56    | 38,4 | 44,0 | 39,2 | 90,4 | 5,1 | 4,8 | 1,3 | 0,2 | 23,0 |
| 2004-2005  | Seattle S.Sonics | 78    | 78    | 39,3 | 42,8 | 37,6 | 88,3 | 4,4 | 3,7 | 1,1 | 0,1 | 23,9 |
| 2005-2006  | Seattle S.Sonics | 78    | 78    | 38,7 | 45,4 | 41,2 | 90,3 | 4,3 | 3,7 | 1,3 | 0,2 | 25,1 |
| 2006-2007  | Seattle S.Sonics | 55    | 55    | 40,3 | 43,8 | 37,2 | 90,3 | 4,5 | 4,1 | 1,5 | 0,2 | 26,4 |
| 2007-2008† | Boston Celtics   | 73    | 73    | 35,9 | 44,5 | 39,8 | 90,7 | 3,7 | 3,1 | 0,9 | 0,2 | 17,4 |
| 2008-2009  | Boston Celtics   | 79    | 79    | 36,4 | 48,0 | 40,9 | 95,2 | 3,5 | 2,8 | 0,9 | 0,2 | 18,2 |
| 2009-2010  | Boston Celtics   | 80    | 80    | 35,2 | 47,7 | 36,3 | 91,3 | 3,2 | 2,6 | 0,8 | 0,3 | 16,3 |
| 2010-2011  | Boston Celtics   | 80    | 80    | 36,1 | 49,1 | 44,4 | 88,1 | 3,4 | 2,7 | 1,0 | 0,2 | 16,5 |
| 2011-2012  | Boston Celtics   | 46    | 42    | 34,0 | 45,8 | 45,3 | 91,5 | 3,1 | 2,4 | 1,1 | 0,2 | 14,2 |
| 2012-2013† | Miami Heat       | 79    | 0     | 25,8 | 44,9 | 41,9 | 88,6 | 2,7 | 1,7 | 0,8 | 0,2 | 10,9 |
| 2013-2014  | Miami Heat       | 73    | 9     | 26,5 | 44,2 | 37,5 | 90,5 | 2,8 | 2,0 | 0,7 | 0,1 | 9,6  |
| Carriera   | Carriera         | 1.300 | 1.149 | 35,6 | 45,2 | 40,0 | 89,4 | 4,1 | 3,4 | 1,1 | 0,2 | 18,9 |
| All-Star   | All-Star         | 10    | 0     | 20,1 | 42,3 | 31,0 | 76,5 | 2,6 | 2,2 | 1,1 | 0,2 | 14,5 |

#### Play-off
| Anno     | Squadra          | PG  | PT  | MP   | TC%  | 3P%   | TL%  | RP  | AP  | PRP | SP  | PP   |
| -------- | ---------------- | --- | --- | ---- | ---- | ----- | ---- | --- | --- | --- | --- | ---- |
| 1999     | Milwaukee Bucks  | 3   | 3   | 40,0 | 53,2 | 47,4  | 61,5 | 7,3 | 4,3 | 1,0 | 0,3 | 22,3 |
| 2000     | Milwaukee Bucks  | 5   | 5   | 37,2 | 44,4 | 38,5  | 90,9 | 6,6 | 2,6 | 1,6 | 0,0 | 22,0 |
| 2001     | Milwaukee Bucks  | 18  | 18  | 42,7 | 47,7 | 47,9  | 91,9 | 4,1 | 6,0 | 1,3 | 0,6 | 25,1 |
| 2005     | Seattle S.Sonics | 11  | 11  | 39,6 | 47,4 | 37,8  | 88,9 | 4,3 | 3,9 | 1,3 | 0,4 | 26,5 |
| 2008†    | Boston Celtics   | 26* | 26* | 38,0 | 42,8 | 39,6  | 91,3 | 3,8 | 2,7 | 0,9 | 0,3 | 15,6 |
| 2009     | Boston Celtics   | 14  | 14  | 40,4 | 40,3 | 35,0  | 94,8 | 3,9 | 2,6 | 1,1 | 0,4 | 18,3 |
| 2010     | Boston Celtics   | 24  | 24  | 38,5 | 43,1 | 38,6  | 86,3 | 3,3 | 2,6 | 0,9 | 0,1 | 16,1 |
| 2011     | Boston Celtics   | 9   | 9   | 40,1 | 52,3 | 57,1* | 96,0 | 3,8 | 2,4 | 1,2 | 0,1 | 18,9 |
| 2012     | Boston Celtics   | 18  | 10  | 34,2 | 39,5 | 30,4  | 71,1 | 4,1 | 1,0 | 0,9 | 0,1 | 10,7 |
| 2013†    | Miami Heat       | 23  | 0   | 24,9 | 43,0 | 40,6  | 87,0 | 2,8 | 1,3 | 0,5 | 0,1 | 10,2 |
| 2014     | Miami Heat       | 20  | 1   | 26,4 | 41,3 | 38,8  | 91,9 | 3,4 | 1,6 | 0,7 | 0,2 | 9,3  |
| Carriera | Carriera         | 171 | 121 | 35,5 | 44,3 | 40,1  | 88,3 | 3,8 | 2,6 | 1,0 | 0,2 | 16,1 |

#### Massimi in carriera
- Massimo di punti: 54 vs Utah Jazz (12 gennaio 2007)[10]
- Massimo di rimbalzi: 13 (3 volte)
- Massimo di assist: 13 (2 volte)
- Massimo di palle rubate: 6 (2 volte)
- Massimo di stoppate: 2 (25 volte)
- Massimo di minuti giocati: 59 vs Chicago Bulls (30 aprile 2009)

## Palmarès

### NBA
- Campionato NBA: 2

Boston Celtics: 2008
Miami Heat: 2013
- NBA All-Rookie Second Team: 1997
- Squadre All-NBA:

Second Team: 2005
Third Team: 2001
- Convocazioni all'All-Star Game: 10

2000, 2001, 2002, 2004, 2005, 2006, 2007, 2008, 2009, 2011
- Vincitore del Three-point Shootout:

2001
- NBA Sportsmanship Award (2003)
- Trentaquattresimo miglior marcatore di sempre sommando ABA e NBA
- Ventinovesimo miglior marcatore di sempre NBA
- Inserito nel NBA 75th Anniversary Team

### NCAA
- NCAA AP All-America First Team: 1996
- NCAA AP All-America Third Team: 1995

### Nazionale
- Medaglia d'oro alle olimpiadi di Sidney 2000
- Medaglia d'oro ai campionati americani del 2003

## Record
- Nelle finali del 2008 mette a segno ventidue triple in sei gare con grandi prestazioni individuali in gara-3 e in gara-6, durante la quale mette a segno sette triple su nove tentativi. Il suo record è stato battuto nelle finali del 2013 da Danny Green dei San Antonio Spurs, capace di segnare ben ventisette triple in quelle finali.
- Il 10 febbraio 2011, nel primo quarto del "derby" Los Angeles Lakers - Boston Celtics, Allen ha prima raggiunto Reggie Miller in testa alla classifica dei migliori tiratori da 3 di sempre, superandolo poi mettendo a referto la sua tripla numero 2 561. In totale i tiri da 3 messi a segno sono saliti a 2 973 nel 2014.
- Il 25 aprile 2013, in gara-3 del primo turno dei play-off contro Milwaukee, Ray Allen realizza la sua tripla numero 321 nei play-off, superando così il precedente record di Reggie Miller.

## Filmografia
È stato l'attore protagonista del film di Spike Lee, He Got Game, con Denzel Washington. In seguito è apparso anche nel film di James Toback, Harvard Man con Sarah Michelle Gellar.

## Doppiatori italiani
- Fabrizio Vidale in He Got Game